# Topobea glaberrima
Topobea glaberrima är en tvåhjärtbladig växtart som beskrevs av José Jéronimo Triana. Topobea glaberrima ingår i släktet Topobea och familjen Melastomataceae. Inga underarter finns listade i Catalogue of Life.